# Ceresium perroudi
Ceresium perroudi är en skalbaggsart som beskrevs av Maurice Pic 1943. Ceresium perroudi ingår i släktet Ceresium och familjen långhorningar. Inga underarter finns listade i Catalogue of Life.